# Mesoleptidea kodiakensis
Mesoleptidea kodiakensis là một loài tò vò trong họ Ichneumonidae.